# Statul Oyo
Oyo este un stat  în Nigeria. Reședința sa este orașul Ibadan.